# Liste der Elbquerungen in Dresden
Zu den Elbquerungen in Dresden gehören seit Eröffnung der Waldschlößchenbrücke im August 2013 elf Brücken und drei Fährverbindungen. Eine Elbbrücke gab es in Dresden bereits im ausgehenden 12. Jahrhundert, als steinern beschrieben wurde die Dresdner Elbbrücke (am Standort der nachmaligen Augustusbrücke) im 13. Jahrhundert.

## Liste
Die Liste ist in Elb-Fließrichtung sortiert und nach den Dresdner Stadtbezirken und Ortschaften gegliedert.
| Name                               | Elb-km             | Strecke                                            | Stadtteile                                 | Bauzeitraum                   | Bemerkungen | Bild               |
| Leuben – Loschwitz                 | Leuben – Loschwitz | Leuben – Loschwitz                                 | Leuben – Loschwitz                         | Leuben – Loschwitz            | Leuben – Loschwitz | Leuben – Loschwitz |
| ---------------------------------- | ------------------ | -------------------------------------------------- | ------------------------------------------ | ----------------------------- | --- | ------------------ |
| Autofähre „Schloßfähre“            | 43,49              | F14                                                | Kleinzschachwitz–Pillnitz Schloss Pillnitz | 1765                          | Autofähre für maximal 8 Pkw bis 3,0 t und 140 Personen oder max. 350 Personen ohne Pkw; Baujahr 1994                             |                    |
| Personenfähre „Caroline“           | 46,59              | F16                                                | Laubegast–Niederpoyritz                    |                               | Fährboot für max. 75 Personen; Baujahr 2012                                                                                      |                    |
| Blasewitz – Loschwitz              |                    |                                                    |                                            |                               | |                    |
| Loschwitzer Brücke „Blaues Wunder“ | 49,79              | 61, 63, 84, 521                                    | Blasewitz–Loschwitz                        | 1891–1893                     | Dreigelenkrahmenbrücke |                    |
| Altstadt – Neustadt                |                    |                                                    |                                            |                               | |                    |
| Waldschlößchenbrücke               | 52,68              | 64, 520                                            | Johannstadt–Radeberger Vorstadt            | 2007–2013                     | Stahlbogenbrücke |                    |
| Personenfähre „Johanna“            | 53,49              | F17                                                | Johannstadt–Radeberger Vorstadt            | 1986                          | Fährboot für max. 75 Personen; Baujahr 2004                                                                                      |                    |
| Albertbrücke                       | 54,45              | 6, 13                                              | Johannstadt–Innere Neustadt                | 1877                          | Stahlbetonbogenbrücke (sandsteinverblendet)                                                                                      |                    |
| Carolabrücke                       | 55,06              | 3, 7 261 B 170                                     | Pirnaische Vorstadt–Innere Neustadt        | 1967–1971 (1892–1895)         | Spannbetonbalkenbrücke Am 11.09.2024 ist von den drei Brückenzügen der westlichste eingestürzt, seitdem ist die Brücke gesperrt. |                    |
| Augustusbrücke                     | 55,63              | 4, 8, 9                                            | Innere Altstadt–Innere Neustadt            | 1907–1910 (1727)              | Stahlbetonbogenbrücke (sandsteinverblendet)                                                                                      |                    |
| Marienbrücke                       | 56,51 56,56        | 6, 11 B 6 Leipzig-Dresdner Eisenbahn S 1, S 2, S 8 | Innere Altstadt–Innere Neustadt            | 1852 2004 (1901)              | Straßenbrücke Steinbogenbrücke Eisenbahnbrücke Zwei Spannbetonhohlkästen, baulich getrennt; Pfeiler sind sandsteinverblendet     |                    |
| Cotta – Pieschen                   |                    |                                                    |                                            |                               | |                    |
| Flügelwegbrücke                    | 61,24              | 70, 80                                             | Cotta–Kaditz                               | 2004 (1930)                   | Stahlverbundbalkenbrücke |                    |
| Elbebrücke Dresden                 | 63,11              | A4                                                 | Kemnitz–Kaditz                             | 1995–1998 (1935–1936)         | Stahlverbundbalkenbrücke |                    |
| Cossebaude – Radebeul              |                    |                                                    |                                            |                               | |                    |
| Eisenbahnbrücke Niederwartha       | 69,71              | Berlin-Dresdner Eisenbahn                          | Niederwartha–Radebeul                      | 1977–1983 (1873–1875)         | Stahlbrücke |                    |
| Straßenbrücke Niederwartha         | 69,74              | S 84                                               | Niederwartha–Radebeul                      | 2006–2009, Zufahrten bis 2011 | Schrägseilbrücke |                    |

## Anhang